# Kees Zwamborn
Cornelis (Kees) Zwamborn (Alblasserdam, 28 maart 1952) is een Nederlands voetbalcoach en voormalig profvoetballer. In 2010 was hij twee maanden werkzaam als bondscoach van het Surinaams voetbalelftal.

## Biografie
Als voetballer speelde Zwamborn onder meer voor FC Vlaardingen, Ajax (1 juli 1978-november 1981), MSV Duisburg en NAC Breda. Na zijn actieve carrière ging hij verder als coach, hoofdtrainer en technisch-manager. In deze hoedanigheid diende hij onder andere Feyenoord (jeugd en 2e elftal), FC Den Bosch (hoofdtrainer), NAC Breda (hoofdtrainer) en Ajax (hoofd opleidingen). In 2003 vertrok Zwamborn onverwachts bij Ajax en ging hij op avontuur naar de Engelse Premier Leagueclub Sunderland, die hij in januari 2004 weer verliet om bij Willem II als technisch manager aan de slag te gaan.
Na het ontslag van Robert Maaskant in november 2005 werd Zwamborn – naast zijn functie als technisch manager – ook aangesteld als hoofdtrainer van de club die dat moment in degradatienood verkeerde.
Nadat Zwamborn Willem II via de nacompetitie in de eredivisie wist te houden, maakte hij bekend dat hij zijn trainerstaken neerlegde en dat hij enkel doorging als technisch manager van de Tilburgse club.
In het seizoen 2008/09 was hij aan de KNVB verbonden als docent bij de academie voor trainers. Op 1 april 2009 fungeerde hij eenmalig als bondscoach van het Nederlands voetbalelftal onder 18 tijdens de met 3-0 gewonnen oefenwedstrijd in Emmeloord tegen Turkije.
Zwamborn werd op 1 februari 2010 Trainer van het olympisch voetbalelftal van Suriname, deze samenwerking kwam mede tot stand door tussenkomst van de KNVB en de Stichting Suriprofs. Het samenwerkingsverband tussen Zwamborn en de Surinaamse Voetbalbond werd per 1 juni 2010 beeïndigd.
Van 2016 tot 2019 was hij technisch manager bij VV Kloetinge.

## Erelijst
Als speler bij Ajax (Amsterdam):
- 1978-1979 Landskampioen
- 1978-1979 Winnaar KNVB Beker
- 1979-1980 Landskampioen
- 1979-1980 2de in KNVB Bekertoernooi
- 1979-1980 1/2 finale EuropaCup I
- 1980-1981 2de in eredivisie
- 1980-1981 2de in KNVB Bekertoernooi
- 1981-1982 (Landskampioen) (2de seizoenhelft bij MSV Duisburg)

Als trainer bij NAC Breda:
- 1999-2000 Promotie naar Eredivisie